# Brandrør
Et brandrør er den detonator, der sidder på en granat eller flybombe. Brandrøret har flere funktioner: at armere bomben/granaten og siden at detonere den. Udtrykket stammer fra, at der tidligere i eksplosive kanonkugler var et hul ind til krudtladningen; her var en lunte, som tændtes ved affyringen, og så brændte gennem hullet (røret).
Armering sker på mange forskellige måder f.eks. ved løsrivelse af wire fra flyet, en vis flyvetid (lille propel drejer et gevind ind), ved accelerationsændring (mortérgranater) eller ved opstået rotation fra riffelgang (40 mm granatkaster).
Detonation kan ske ved anslag/nedslag, forsinket (minutter eller timer efter nedslag), eller når bomben er nået ned i en forudindstillet højde (klyngebomber, atomvåben eller kemiske/biologiske kampstoffer). 
Inden for luftværnsartilleriet anvendes radiobrandrør (udviklet under 2. Verdenskrig), der sikrer at granaterne springer, når de er tættest på et mål. Desuden skal brandrøret sikre, at granaten under alle omstændigheder sprænges, inden den falder tilbage til jorden.